# 호흡중추
호흡중추(respiratory center)는 뇌줄기의 숨뇌와 다리뇌에 위치하는 호흡을 조절하는 중추이다. 호흡중추는 3개의 주요 신경 세포 그룹(군)으로 구성되어 있으며, 2개는 숨뇌에, 1개는 다리뇌에 있다. 숨뇌에 위치한 두 그룹은 등쪽(dorsal) 호흡신경세포 그룹(주로 들숨 조절)과 배쪽(ventral) 호흡신경세포 그룹(주로 날숨 조절)이다. 다리뇌에 위치한 신경세포 그룹은 호흡조정중추(pneumotaxic center)와 지속흡입중추(apneustic center)로 알려진 두 영역을 포함한다.
호흡중추는 호흡 리듬을 생성, 유지하고 생리적 변화에 대해 항상성을 조절하는 역할을 한다. 호흡중추는 호흡의 속도와 깊이를 조절하기 위해 화학수용기, 기계수용기, 대뇌피질, 시상하부로부터 입력 신호를 받는다. 입력 신호로 들어와 호흡중추를 자극하는 정보에는 변화된 산소, 이산화탄소, 혈액의 pH, 스트레스와 관련된 호르몬의 변화, 시상하부로부터 오는 불안, 그리고 의식적으로 호흡하기 위한 대뇌 피질의 신호가 있다.
호흡중추 손상은 기계환기가 필요할 수 있는 다양한 호흡 장애를 유발할 수 있으며 일반적으로 좋지 않은 예후와 관련된다.

## 호흡신경세포 그룹
호흡중추는 세 가지 주요 그룹으로 나뉜다. 두 그룹은 숨뇌에 있고 다른 하나는 다리뇌에 있다. 숨뇌의 두 그룹은 등쪽 호흡 신경 세포 그룹(dorsal respiratory group)과 배쪽 호흡 신경 세포 그룹(ventral respiratory group)이다. 다리뇌 호흡 신경 세포 그룹(pontine respiratory group)은 호흡조정중추(pneumotaxic center)와 지속흡입중추(apneustic center)의 두 영역으로 이루어져 있다. 숨뇌의 등쪽, 배쪽 호흡 신경 세포 그룹은 호흡의 기본 리듬을 제어한다. 그룹은 뇌줄기의 양쪽에 하나씩 있어 서로 쌍을 이룬다.

### 등쪽 호흡 신경 세포 그룹

등쪽 호흡 그룹의 고립로핵과 배쪽 호흡 그룹의 의문핵이 숨뇌의 각자의 위치에 표시되어 있다.

등쪽 호흡 그룹(Dorsal Respiratory Group, DRG)은 호흡 조절, 흡기(들숨)를 시작하는 가장 기본적인 역할을 한다. DRG는 등쪽 숨뇌 전체 길이의 대부분에 걸쳐 뻗어 있는 길쭉한 덩어리를 형성하는 신경 세포의 집합이다. 척수의 척수중심관에 가까이 있고 배쪽 그룹 바로 뒤에 있다. 호흡수를 설정하고 유지하는 역할을 한다.
대부분의 신경 세포는 고립로핵에 있다. 다른 중요한 신경 세포들은 숨뇌의 망상 물질을 포함한 인접 영역에서 발견된다. 고립로핵은 다리뇌 호흡 그룹과 두 뇌신경인 미주신경과 혀인두신경에서 오는 감각정보의 종점이다. 고립로핵은 말초화학수용기, 압력 수용기, 허파에 있는 다른 유형의 수용기, 특히 신장 수용기에서 호흡중추로 신호를 보낸다. 따라서 등쪽 호흡 그룹은 호흡 리듬을 수정하기 위해 배쪽 호흡 그룹 출력을 내는 통합 중추로 여겨진다.

### 배쪽 호흡 신경 세포 그룹
숨뇌의 배쪽 호흡 그룹(Ventral Respiratory Group, VRG)은 호흡 조절의 호기(날숨)를 조절하는 4개의 뉴런 그룹으로 구성된다. 이 영역은 숨뇌의 가쪽-등쪽 부분에 있으며 등쪽 호흡 그룹보다 5mm 정도 앞가쪽에 위치한다. 관련된 뉴런에는 의문핵, 후의문핵, 전 뵈트징어 복합체(pre-Bötzinger complex)의 연합 신경 세포가 포함된다.
VRG에는 흡기와 호기에 관여하는 뉴런이 모두 포함되어 있다. 배쪽 호흡 신경 세포 그룹은 강제 호흡 시 활성화되고 평상시의 조용하고 편안한 호흡 시 비활성화된다. VRG는 억제성 신호를 지속흡입중추로 보낸다.

### 다리뇌 호흡 신경 세포 그룹
다리뇌뒤판에 위치한 다리뇌 호흡 그룹(pontine respiratory group, PRG)은 호흡조정중추와 지속흡입중추를 포함한다. 두 중추는 서로 연결되어 있고 둘 모두가 고립로핵으로 이어진다.

#### 호흡조정중추
호흡조정중추, 또는 호흡조절중추(pneumotaxic center)는 다리뇌의 윗부분에 있다. 중추의 핵은 팔곁밑핵과 안쪽팔곁핵이다. 호흡조정중추는 호흡 속도와 패턴을 모두 제어하며, 주기적으로 흡입을 억제하여 지속흡입중추(흡입 중 비정상적인 호흡, 헐떡이는 호흡을 유발함)에 대해 길항작용을 한다. 요약하면 호흡조정중추의 역할은 흡기 제한을 담당하여 흡기를 끄는 스위치(inspiratory off-switch, IOS)라고 할 수 있다. 가로막신경에서 활동 전위 발사를 제한하여 일회호흡량을 효과적으로 감소시키고 호흡수를 조절한다. 이 중추가 없으면 호흡 깊이가 증가하고 호흡수가 감소한다.
호흡조정중추는 각 호흡에서 체내로 들어갈 수 있는 공기의 양을 조절한다. 등쪽 호흡 그룹은 지속 시간과 간격이 일정한 리듬을 가지고 있다. 더 빠른 호흡 속도가 필요할 때 호흡조정중추는 등쪽 호흡 그룹에 속도를 높이라고 신호를 보낸다. 더 긴 호흡이 필요할 때는 활동의 발사가 길어진다. 호흡을 돕기 위해 신체가 사용하는 모든 정보는 호흡조정중추에서 발생하므로, 호흡조정중추가 어떤 식으로든 손상되면 호흡이 거의 불가능해질 것이다.
호흡조정중추에 대한 한 연구는 양측 미주신경 절단술 전후에 마취된 고양이에 대한 것이었다. 깨어 있는 상태에서 마취된 고양이가 공기나 이산화탄소로 호흡하면서 환기를 모니터링한 실험으로, 호흡조정중추 부위의 병변 전후와 양쪽 미주신경 절단술 후에 환기를 모니터링했다. 다리뇌 병변이 있는 고양이는 흡입 기간이 연장되었다. 고양이의 경우 마취 및 미주신경 절단술 후 호흡 양상이 오래 지속되는 흡기 기간이 중간중간의 짧은 호기에 의해 끊기는 식으로 나타났다. 반면에 쥐에서는 마취, 미주신경 절단술 후 생체내(in vivo)에서나 시험관내(in vitro)에서 이러한 호흡 패턴이 관찰되지 않았다. 이러한 결과는 숨뇌호흡중추에 대한 다리뇌의 영향에서 쥐와 고양이 사이의 종간 차이가 존재한다는 것을 시사한다.

#### 지속흡입중추
다리뇌 아랫부분에 위치한 지속흡입중추(apneustic center)는 숨뇌의 신경 세포를 지속적으로 자극하여 들숨을 촉진한다. 지속흡입중추는 호흡조정중추에서 발생하는 흡기를 끄는 스위치(IOS) 신호를 지연시키기 위해 숨뇌의 등쪽 호흡 그룹에 신호를 보내고, 호흡의 강도를 조절하여 흡입과 관련된 뉴런에 긍정적인 자극을 준다. 지속흡입중추는 폐의 신장 수용기와 호흡조정중추에 의해 억제된다. 또한 역으로 호흡조정중추로 억제 신호를 방출한다.

## 호흡 리듬
호흡은 폐로 공기를 공급하고 노폐물을 배출하는 반복적인 과정이다. 공기에서 가져온 산소는 생명체가 생명을 유지하기 위해 항상 필요하다. 수면 중에도 여전히 산소가 필요하므로 이 과정의 기능은 자동으로 이루어져야 하고 자율신경계의 일부가 되어야 한다. 자율신경계는 들숨 다음에 날숨이 이어지게 하며 들숨과 날숨의 호흡 주기를 만든다. 호흡 주기에는 들숨, 들숨 후 또는 수동적 호기(post-inspiration or passive expiration), 늦은 또는 능동적 호기(late or active expiration)의 세 단계가 있다.
분당 호흡 주기의 수는 호흡수라고 한다. 호흡수는 호흡 중추의 등쪽 호흡 그룹에 의해 숨뇌에서 설정되며, 이러한 신경 세포는 대부분 고립로핵에 집중되어 있다.
호흡의 기본 리듬은 정상호흡(eupnea)으로 알려진 조용하고 안정된 호흡 리듬이다. 정상호흡은 흡기 호흡근인 가로막과 바깥갈비사이근의 활동만 필요하다. 정상호흡에서 호기는 수동적이며 폐의 탄성 반동에 의존한다. 산소에 대한 대사적 수요가 증가하면 흡기가 더 강력해지고 배쪽 호흡 그룹의 신경 세포가 활성화되어 강제 호기를 유발한다. 호흡곤란(shortness of breath)은 정상호흡(eupnea)과 대조하여 'dyspnea'라고 한다.

## 임상적 중요성
호흡중추의 억제는 뇌의 외상, 뇌손상, 뇌종양, 허혈 등으로 일어날 수 있다. 또한 아편유사제와 진정제 같은 약물로 인해 호흡중추가 억제될 수도 있다.
호흡중추는 암페타민에 의해 자극되어 더 빠르고 깊은 호흡 리듬을 생성할 수 있다. 일반적으로 치료 용량에서 이 효과는 눈에 띄지 않지만 호흡이 이미 손상된 경우에는 분명하게 나타날 수 있다.

## 같이 보기
- 호흡근
- 구토 반사